# 哈拉哈尼夫卡 (切爾卡瑟州)
49°3′19″N 32°43′37″E / 49.05528°N 32.72694°E
哈拉哈尼夫卡（羅馬化：Halahanivka）是位於烏克蘭中部的村莊，由切爾卡瑟州切爾卡瑟區的奇希林市鎮負責管轄。該村處於伊爾克利河畔，始建於1709年，面積3.51平方公里，海拔高度88米，2007年人口873。